# Fenryll
 (mai 2025).
Si vous disposez d'ouvrages ou d'articles de référence ou si vous connaissez des sites web de qualité traitant du thème abordé ici, merci de compléter l'article en donnant les références utiles à sa vérifiabilité et en les liant à la section « Notes et références ».
Fenryll est une société française de figurines fantastiques.

## Historique
Elle a été fondée en 1991 par Thierry Crabouliet, sculpteur, figuriniste et commercial, alors étudiant.
Dès le départ, Fenryll a choisi la résine dite alimentaire pour la réalisation des figurines, en se démarquant de ses concurrents qui privilégiaient généralement le plomb, devenant ainsi la première société française de figurines fantastiques en résine. Le choix originel de la résine présente un double avantage : un meilleur rendu des détails en plus de possibilités dynamiques dans la sculpture, mais aussi des prix compétitifs.
Fenryll propose aussi des prestations de services dans tout ce qui touche à la sculpture et au moulage en résine de modèles sculptés. Un club a été fondé permettant aux amateurs de bénéficier de figurines inédites.
Les premières pièces réalisées déclinèrent un univers fantastique général en grandes tailles, puis dès 1996 la marque s'est orientée principalement vers les figurines 28mm compatibles avec les multiples wargames existant sur le marché.
Les choix artistiques s'inscrivent dans des représentations médiévales-fantastiques assez classiques, proches de la littérature de Tolkien ou de Moorcock (nains, elfes, monstres divers). Les personnages féminins font cependant l'objet d'une attention particulière qui fit le succès de certaines gammes. Les liens avec l'univers des jeux de rôle sont revendiqués, par l'existence d'une série d'aventuriers des deux sexes. Chaque personnage est alors représenté à différentes époques de son existence, ce qui rend compte de l'évolution de son expérience.

## Gamme
En 2007 la gamme se décline ainsi :
- Aventuriers et Loyaux
- Amazones
- Barbares
- Elfes et créatures féeriques
- Nains
- Samouraïs et Ninjas
- Chaos
- Mutants
- Pygmées
- Orcs et Gobelins
- Démons et morts-vivants
- Cavaliers et machines de guerre
- Petits et gros Dragons
- Science Fiction
- Figurines humoristiques, bébés dragons, aventuriers transformés en grenouilles
- Bâtiments, accessoires, saynètes
- Divers personnages de grande taille

Fenryll propose aussi un jeu de stratégie, Frères d'Armes, ainsi que des figurines déclinant l'univers du Donjon de Naheulbeuk.
En 1998, Fenryll a publié un jeu intitulé Arkaal. Il proposait un univers simple, dans lequel chaque joueur pouvait faire évoluer son village peuplé de différentes figurines d'une même faction. Un village comportait des guerriers bien sûr, mais aussi des artisans, chasseurs, pêcheurs et agriculteurs qui servaient à produire de la richesse pour autoriser de nouveaux guerriers.